# Sunrise Nippon/Horizon
Sunrise Nippon/Horizon (Sunrise日本／Horizon?) è il secondo singolo del gruppo musicale giapponese Arashi, pubblicato il 5 aprile 2000. Il brano è incluso nell'album Arashi No.1 Ichigou: Arashi wa Arashi o Yobu!, primo lavoro del gruppo. Il singolo ha raggiunto la prima posizione della classifica Oricon dei singoli più venduti in Giappone, vendendo 405,680 copie.

## Tracce
CD Singolo PCCJ-00001
1. Sunrise Nippon - 4:43
2. Horizon - 5:07
3. Sunrise Nippon (Instrumental) - 4:43
4. Horizon (Instrumental) - 5:07

## Classifiche
| Classifica (2000) | Posizione più alta |
| ----------------- | ------------------ |
| Giappone (Oricon) | 1                  |